# 1,1'-アゾビス-1,2,3-トリアゾール
1,1'-アゾビス-1,2,3-トリアゾール(1,1'-Azobis-1,2,3-triazole)は、弱い爆発性を持つが、比較的安定な化合物である。8つの窒素原子が2つの1,2,3-トリアゾールに環化した、長い繋がった鎖を持つ。194℃まで安定である。中央のアゾ基の部分で、cis-trans幾何異性体を持つ。trans-異性体は黄色くより安定で、cis-異性体は青色でより安定性が低い。2つの環は芳香族性を持ち、アゾ結合で共役系を形成する。
この発色団は、特定の波長の紫外線を照射することで、trans-異性体をcis-異性体に異性化することができる。

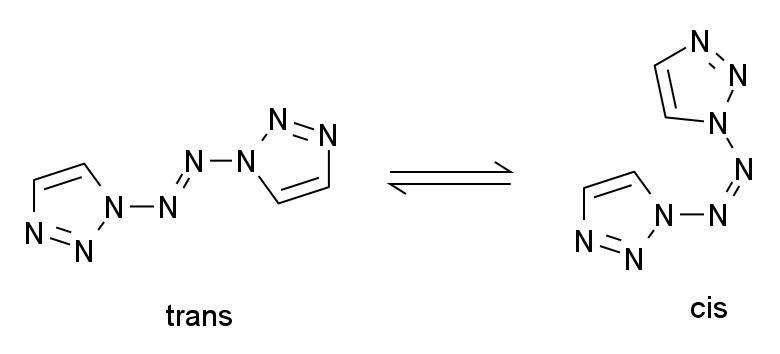

## 関連化合物
2011年、KlapotkeとPierceyにより、10個の窒素鎖を持つアゾビス(テトラゾール)が作られた。この記録は、後に、中国の研究者グループにより、N11鎖化合物が合成されて破られた。N11の分岐鎖も、不安定だが窒素の含有量の非常に高いアジドテトラゾール誘導体C2N14で報告されている。